# 汉江街道
汉江街道，是中华人民共和国湖北省襄阳市樊城区下辖的一个乡镇级行政单位。

## 行政区划
汉江街道下辖以下地区：
高庄社区、刘埂社区、汉江北路社区、菜越社区、万户社区、赵家巷社区、汉江南路社区、长虹路社区、毛纺小区社区和人民路社区。